# Дебец, Георгий Францевич
Георгий Францевич Дебец (24 ноября [7 декабря] 1905 года, Томск, Российская империя — 19 января 1969 года, Москва, СССР) — советский антрополог. Доктор биологических наук (1941), профессор (1944).

## Биография
По происхождению француз. Его отец преподавал французский язык в гимназиях Томска. В июне 1925 года окончил исторический факультет Иркутского государственного университета, защитив дипломную работу «Итоги и задачи доисторической археологии в Западном Забайкалье», выполненную под руководством профессора Б. Э. Петри. Первоначальные научные интересы были связаны с археологией, а затем — с изучением палеоантропологических материалов. Заведовал археологическим отделением Иркутского краеведческого музея.
В 1927 году поступил в аспирантуру Института антропологии МГУ. В том же году участник археологических работ Средневолжской экспедиции ГАИМК в Чувашии под руководством П. П. Ефименко. С 1932 года являлся старшим научным сотрудником Института этнографии АН СССР. С 1968 года — вице-президент Международного союза антропологических и этнографических наук.
Был женат на Надежде Петровне Дебец, сотруднице Института языкознания АН СССР.

## Научная деятельность
Основные труды по проблемам расоведения, этнической антропологии, палеоантропологии и антропогенеза, а также по антропологическому составу народов, населяющих СССР.
Организатор и участник многих антропологических и археологических экспедиций, охвативших центральные регионы России, Сибирь, Чукотку, Камчатку, Дальний Восток, Среднюю Азию, Кавказ, за пределами СССР — Финляндию и Афганистан. Собрал и исследовал большой антропологический материал по древнему населению территории СССР.
Разработал ряд методик антропологических, в том числе краниологических исследований. Обосновал большое значение антропологического материала как исторического источника.
Отстаивал происхождение большинства современных гибридных рас путём генетического смешения Homo Sapiens с архантропом (например с неандертальцем), имевшего место в неком далёком прошлом.

## Основные работы
- Дебец Г. Черепи кочовиків. З розкопів В. О. Городцова в Озюмському та Бахмутському повітах (укр.) // Антропологія: річник кабінету антропології ім. Ф. Вовка. — Вип. III. — Київ, 1930.
- Debetz G. Les crânes de l'époque dite d'Ananino (фр.) // Eurasia Septentrionalis Antiqua. — Helsinki, 1931. — Nid. VI. — S. 96—99.
- Дебец Г. Черепи з Верхнє-Салтівського могильника (укр.) // Антропологія: річник кабінету антропології ім. Ф. Вовка. — Вип. IV. — Київ, 1931.
- Дебец Г. Ф. Палеоантропология СССР. — М., 1948. — (Труды института этнографии АН СССР. Новая серия. Т. IV).
- Дебец Г. Ф. Антропологические данные о заселении Африки // Происхождение человека и древнее расселение человечества / Отв. ред. М. Г. Левин. — М.: Изд-во АН СССР, 1951. — 538 с. — (Труды Института этнографии АН СССР. Новая серия. Т. 16). — 3500 экз.
- Дебец Г. Ф. Антропологические исследования в Камчатской области. — М.: Изд-во АН СССР, 1951. — 264 с. — (Труды Института этнографии АН СССР. Новая серия. Т. 17. Труды Северо-Восточной экспедиции; 1).
- Алексеев В. П., Дебец Г. Ф. Краниометрия/ Методика антропологических исследований.. — М., 1964.
- Дебец Г. Ф. Палеоантропологические находки в Костенках (предварительное сообщение) // Советская этнография. — 1955. — № 1.
- Дебец Г. Ф. О некоторых направлениях изменений в строении человека современного вида // Советская этнография. — 1961. — № 2.
- Атлас народов мира